# آودان (دینار)
آودان (به ترکی استانبولی: Avdan) یک منطقهٔ مسکونی در ترکیه است که در دینار (شهر) واقع شده‌است.